# Dicercomorpha subcincta
Dicercomorpha subcincta es una especie de escarabajo barrenador metálico del género Dicercomorpha, categorizada en la tribu Dicercini, de la subfamilia Chrysochroinae. Fue descrita por eyrolle en 1864.
Fue publicada en Deyrolle H. Description des Buprestides de la Malaisie recueillés par M. Wallace pendant son voyage dans cet Archipel. Annales de la Société entomologique de Belgique 8:1-280, 4 plates, i-iii in color. [English summary including keys in Zoological Record for 1865]. (1864). Se distribuye por la región indomalaya.